# Muhammad Rafiq Tarar
Muhammad Rafiq Tarar (urdu: محمد رفیق تارڑ) (født 2. november 1929, død 7. marts 2022) var en pakistansk politiker og jurist, der var Pakistans 9. præsident fra 1998 til 2001.